# Yulongkashi Zhen
Yulongkashi Zhen (kinesiska: 玉龙喀什镇, 玉龙喀什) är en köping i Kina. Den ligger i den autonoma regionen Xinjiang, i den nordvästra delen av landet, omkring 980 kilometer sydväst om regionhuvudstaden Ürümqi. Antalet invånare är 22 614. Befolkningen består av 11 121 kvinnor och 11 493 män. Barn under 15 år utgör 26,0 %, vuxna 15-64 år 69 %, och äldre över 65 år 4,0 %.
Genomsnittlig årsnederbörd är 55 millimeter. Den regnigaste månaden är maj, med i genomsnitt 15 mm nederbörd, och den torraste är oktober, med 1 mm nederbörd.